# Tân Bình (Đồng Nai)
Tân Bìn is een xã in het district Vĩnh Cửu, een van de districten in de Vietnamese provincie Đồng Nai.
Een gedeelte van Tân Bình ligt op een riviereiland. Dit eiland is gevormd door de oude loop van de Đồng Nai.